# Dienstgrade der Feuerwehr in Rheinland-Pfalz
Die Dienstgrade der Feuerwehr in Rheinland-Pfalz unterteilen sich in
- Dienstgrade und Funktionen der Freiwilligen Feuerwehr

- Dienstgrade und Funktionen bei Beamtinnen und Beamten des feuerwehrtechnischen Dienstes

- Dienstgrade und Funktionen bei Beamtinnen und Beamten im Brand- und Katastrophenschutz, die nicht dem feuerwehrtechnischen Dienst angehören

- Dienstgrade bei Tarifbeschäftigten im Brand- und Katastrophenschutz

## Freiwillige Feuerwehr
Die Voraussetzungen für die Beförderungen Rheinland-Pfalz sind in der Feuerwehrverordnung genannt. Das Mindestalter liegt bei 16 Jahren. Mit dem Eintritt in die Freiwillige Feuerwehr erfolgt die Ernennung zum Feuerwehrmannanwärter. Nach abgeschlossener Truppmannausbildung (zwei Jahre, einschließlich Lehrgang) erfolgt die Ernennung zum Feuerwehrmann. Nach Ermessen des örtlichen Wehrführers kann eine Beförderung zum Oberfeuerwehrmann erfolgen. Für die Beförderung zum Hauptfeuerwehrmann wird die Ausbildung zum Truppführer benötigt. Als „Truppführer, Gerätewart und vergleichbare Funktionen“ kann eine Beförderung zum Löschmeister erfolgen. Der Dienstgrad Oberlöschmeister steht für erfahrene Truppführer offen, der Dienstgrad Hauptlöschmeister für besonders erfahrene Truppführer. Die Beförderung zum Brandmeister erfolgt nach dem Besuch des Gruppenführerlehrgangs, ebenso die Beförderung zum Oberbrandmeister nach erfolgreichem Besuch des Zugführerlehrgangs. Schlussendlich kann mit absolviertem Lehrgang Führer von Verbänden die Beförderung zum Hauptbrandmeister erfolgen.
Lehrgänge wie z. B. Truppmannausbildung finden meist auf Stadt- oder Kreisebene statt.
Spezielle Lehrgänge (z. B. Technische Hilfeleistung, Bootsführer) oder Führungslehrgänge (Gruppen-, Zugführer, Führer von Verbänden) finden an der Feuerwehr- und Katastrophenschutzakademie (LFKA) Rheinland-Pfalz in Koblenz statt.
Im März 2009 wurden in Rheinland-Pfalz die neuen Dienstgrade „Oberlöschmeister“ und „Hauptlöschmeister“ sowie neue Dienstgradabzeichen eingeführt. Eine Änderung der FwVO bezüglich der Voraussetzungen für die neuen Dienstgrade erfolgte am 25. Juni 2010.

### Mannschaftsdienstgrade
| Feuerwehrmannanwärter/-in | Feuerwehrmann/-frau | Oberfeuerwehrmann/-frau | Hauptfeuerwehrmann/-frau | Löschmeister/-in                                     | Oberlöschmeister/-in                                            | Hauptlöschmeister/-in                                                     |
| Feuerwehrmannanwärter     | Feuerwehrmann       | Oberfeuerwehrmann       | Hauptfeuerwehrmann       | Löschmeister                                         | Oberlöschmeister                                                | Hauptlöschmeister                                                         |
| Feuerwehrfrauanwärterin   | Feuerwehrfrau       | Oberfeuerwehrfrau       | Hauptfeuerwehrfrau       | Löschmeisterin                                       | Oberlöschmeisterin                                              | Hauptlöschmeisterin                                                       |
| Truppmannanwärter         | Truppmann           | Truppmann               | Truppführer              | Truppführer, Gerätewart und vergleichbare Funktionen | erfahrener Truppführer, Gerätewart und vergleichbare Funktionen | besonders erfahrener Truppführer, Gerätewart und vergleichbare Funktionen |

### Führungsdienstgrade
| Brandmeister/-in | Oberbrandmeister/-in | Hauptbrandmeister/-in |
| Brandmeister/-in | Oberbrandmeister/-in | Hauptbrandmeister/-in |
| Gruppenführer    | Zugführer            | Verbandsführer        |

#### Dienstfunktionen
| stv. Wehrführer/-in                         | stv. Wehrführer/-in                         | stv. Wehrführer/-in                         | Wehrführer/-in                    | Wehrführer/-in                    | Wehrführer/-in                    |
| Brandmeister/-in als                        | Oberbrandmeister/-in als                    | Hauptbrandmeister/-in als                   | Brandmeister/-in als              | Oberbrandmeister/-in als          | Hauptbrandmeister/-in als         |
| stv. Wehrführer/-in stv. Einheitsführer/-in | stv. Wehrführer/-in stv. Einheitsführer/-in | stv. Wehrführer/-in stv. Einheitsführer/-in | Wehrführer/-in Einheitsführer/-in | Wehrführer/-in Einheitsführer/-in | Wehrführer/-in Einheitsführer/-in |

| stv. Wehrleiter/-in                 | Wehrleiter/-in                 | stv. Kreisfeuerwehrinspekteur/-in                | Kreisfeuerwehrinspekteur/-in                               |
| stv. Wehrleiter/-in einer Feuerwehr | Wehrleiter/-in einer Feuerwehr | stv. Brand- und Katastrophenschutzinspekteur/-in | Brand- und Katastrophenschutzinspekteur/-in (ehrenamtlich) |

#### Alters- und Ehrenabteilung
| stv. Wehrleiter/-in a. D. | Wehrleiter/-in a. D. | stv. Kreisfeuerwehrinspekteur/-in a. D.                | Kreisfeuerwehrinspekteur/-in a. D.                |
| stv. Wehrleiter/-in a. D. | Wehrleiter/-in a. D. | stv. Brand- und Katastrophenschutzinspekteur/-in a. D. | Brand- und Katastrophenschutzinspekteur/-in a. D. |

## Beamte des feuerwehrtechnischen Dienstes, Beamte im Bereich Brand- und Katastrophenschutz, die nicht dem feuerwehrtechnischen Dienst angehören, Tarifbeschäftigte im Brand- und Katastrophenschutz
Das Personal einer Berufsfeuerwehr und einer Feuerwehr mit hauptamtlichen Kräften setzt sich aus Beamten des zweiten, dritten und vierten Einstiegsamtes im feuerwehrtechnischen Dienst der Laufbahn Polizei und Feuerwehr zusammen.
- zweites Einstiegsamt – Besoldung von A 7 bis A 9
- drittes Einstiegsamt – Besoldung von A 9 bis A 13
- viertes Einstiegsamt – Besoldung von A 13 bis B 3

Hinzu kommen Beamte des feuerwehrtechnischen Dienstes in den Landesbehörden und Kommunen sowie Beamte, die nicht Beamte im feuerwehrtechnischen Dienst sind und Tarifbeschäftigte Bereich Brand- und Katastrophenschutz.
Ihre Dienstgrad- und Funktionsabzeichen richten sich nach der Ergänzung zum Rundschreiben des Ministeriums des Innern und für Sport vom 6. März 2009 zu den Dienstgrad- und Funktionsabzeichen der Feuerwehr in Rheinland-Pfalz vom 26. Januar 2009.

### Beamte des feuerwehrtechnischen Dienstes
zweites Einstiegsamt
| Brandmeister/-in während der Laufbahnausbildung                                                     | Brandmeister/-in | Oberbrandmeister/-in | Brandinspektor/-in |
| Personen, die sich in Ausbildung für das 2. Einstiegsamt des feuerwehrtechnischen Dienstes befinden | Brandmeister     | Oberbrandmeister     | Brandinspektor     |
| | Brandmeisterin   | Oberbrandmeisterin   | Brandinspektorin   |

### drittes Einstiegsamt
| Brandinspektorenanwärter/-in                                                                        | Brandoberinspektor/-in | Brandamtmann/-frau | Brandamtsrat/-rätin | Brandrat/-rätin |
| Personen, die sich in Ausbildung für das 3. Einstiegsamt des feuerwehrtechnischen Dienstes befinden | Brandoberinspektor     | Brandamtmann       | Brandamtsrat        | Brandrat        |
| | Brandoberinspektorin   | Brandamtfrau       | Brandamtsrätin      | Brandrätin      |

### viertes Einstiegsamt
| Brandreferendar/-in                                                                                 | Brandrat/-rätin | Oberbrandrat/-rätin | Branddirektor/-in | Leitende/-r Branddirektor/-in und Ministerialrat/-rätin                 | Leitende/-r Ministerialrat/-rätin                |
| Personen, die sich in Ausbildung für das 4. Einstiegsamt des feuerwehrtechnischen Dienstes befinden | Brandrat        | Oberbrandrat        | Branddirektor     | Leitender Branddirektor / Ministerialrat / Vizepräsident des LfBK       | Leitender Ministerialrat / Präsident des LfBK    |
| | Brandrätin      | Oberbrandrätin      | Branddirektorin   | Leitende Branddirektor in / Ministerialrätin / Vizepräsidentin des LfBK | Leitende Ministerialrätin / Präsidentin des LfBK |

Ergänzung zum Dienstgradabzeichen
| Brandreferendar/-in                                            | Brandrat/-rätin      | Oberbrandrat/-rätin                                    |
| Brand- und Katastrophenschutzinspekteur (BKI) (hauptamtlich)   | Präsident des LfBK   | Landesbrand- und Katastrophenschutzinspekteur (LBKI)   |
| Brand- und Katastrophenschutzinspekteurin (BKI) (hauptamtlich) | Präsidentin des LfBK | Landesbrand- und Katastrophenschutzinspekteurin (LBKI) |

### Beamte, die nicht Beamte des feuerwehrtechnischen Dienstes sind, im Brand- und Katastrophenschutz
zweites Einstiegsamt
| Brandinspektorenanwärter/-in                                                                              | Brandoberinspektor/-in | Brandamtmann/-frau | Brandamtsrat/-rätin | Brandrat/-rätin |
| Personen, die sich in Ausbildung für das 2. Einstiegsamt des nicht-feuerwehrtechnischen Dienstes befinden | Sekretär               | Obersekretär       | Hauptsekretär       | Inspektor       |
| | Sekretärin             | Obersekretärin     | Hauptsekretärin     | Inspektor       |

### drittes Einstiegsamt
| Brandreferendar/-in                                                                                       | Brandrat/-rätin | Oberbrandrat/-rätin | Branddirektor/-in | Leitende/-r Branddirektor/-in und Ministerialrat/-rätin | Leitende/-r Ministerialrat/-rätin |
| Personen, die sich in Ausbildung für das 3. Einstiegsamt des nicht-feuerwehrtechnischen Dienstes befinden | Inspektor       | Oberinspektor       | Amtmann           | Amtsrat                                                 | Rat                               |
| | Inspektorin     | Oberinspektorin     | Amtfrau           | Amtsrätin                                               | Rätin                             |

### viertes Einstiegsamt
| Brandreferendar/-in                                                                                       | Leitende/-r Ministerialrat/-rätin | Oberbrandrat/-rätin | Branddirektor/-in | Leitende/-r Branddirektor/-in und Ministerialrat/-rätin            | Leitende/-r Ministerialrat/-rätin                |
| Personen, die sich in Ausbildung für das 4. Einstiegsamt des nicht-feuerwehrtechnischen Dienstes befinden | Rat                               | Oberrat             | Direktor          | Leitender Direktor / Ministerialrat / Vizepräsident des LfBK       | Leitender Ministerialrat / Präsident des LfBK    |
| | Rätin                             | Oberrätin           | Direktorin        | Leitende Direktor in / Ministerialrätin / Vizepräsidentin des LfBK | Leitende Ministerialrätin / Präsidentin des LfBK |

Ergänzung zum Dienstgradabzeichen
| Brandrat/-rätin      |
| Präsident des LfBK   |
| Präsidentin des LfBK |

Tarifbeschäftigte im Brand- und Katastrophenschutz
Tarifbeschäftigte tragen Dienstgradabzeichen analog der ihrer Entgeldgruppe entsprechenden Beamten des nicht-feuerwehrtechnischen Dienstes, jedoch mit schraffierten Balken.
Personen, die sich nach der Ausbildung in einem Beschäftigungsverhältnis der Entgeldgruppen E9b und höher bzw. E9a und niedriger befinden, tragen Dienstgradabzeichen analog der ihrer Entgeldgruppe entsprechenden Personen, die sich in Ausbildung für das 3. bzw. 2. Einstiegsamt des nicht-feuerwehrtechnischen Dienstes befinden, jedoch mit schraffierten Strichen.
Beispiel:
| Brandrat/-rätin                          |
| Tarifbeschäftigte/r in Entgeldgruppe E11 |

Oberste und Obere Landesbehörden
Beamtinnen und Beamten sowie Tarifbeschäftigte in der obersten (Ministerium des Innern) und oberen (Landesamt für Brand- und Katastrophenschutz) Landesbehörde ergänzen die beschriebenen Dienstgradabzeichen um das Landeswappen in Farbe des Dienstgradabzeichens. 
Beispiel:
| Brandrat/-rätin                                           |
| Branddirektor/in in der obersten und oberen Landesbehörde |

## Sonstige Kennzeichnungen

### Führungsdienst
| Gruppenführer    | Zugführer                                     | Führer von Verbänden                                         | Kreisfeuerwehrinspekteur |
| Gruppenführer/in | Zugführer/in Wehrführer/in und Stellvertreter | Verbandsführer/in Wehrleiter/in und Stellvertreter           | Brand- und Katastrophenschutzinspekteur/in und Stellvertreter (ehrenamtlich) |
| Gruppenführer/in | Zugführer/in                                  | Beamter im 3. Einstiegsamt des feuerwehrtechnischen Dienstes | Beamter im 4. Einstiegsamt des feuerwehrtechnischen Dienstes Beamter im 3. Einstiegsamt des feuerwehrtechnischen Dienstes als Brand- und Katastrophenschutzinspekteur/in und Stellvertreter |

#### Sanitäts-, Betreuungs- und Verpflegungsdienste
| Gruppenführer              | Zugführer    | Führer von Verbänden |
| Gruppenführer/in einer SEG | Zugführer/in | Leitender Notarzt / Leitende Notärztin (LNA), Organisatorischer Leiter / Organisatorische Leiterin (OrgL), Verbandsführer/in |

### Fachpersonal
| Feuerwehr-Fachberater/-in | Kreisausbilder/-in | Notfallseelsorger/-in | Feuerwehrarzt/-ärztin | Landesfeuerwehrarzt/-ärztin |
| Feuerwehr-Fachberater     | Kreisausbilder     | Notfallseelsorger     | Feuerwehrarzt         | Landesfeuerwehrarzt         |
| Feuerwehr-Fachberaterin   | Kreisausbilderin   | Notfallseelsorgerin   | Feuerwehrärztin       | Landesfeuerwehrärztin       |

### Jugendfeuerwehr
| Jugendfeuerwehrwart/-in | Gemeindejugendfeuerwehrwart/-in | Kreisjugendfeuerwehrwart/-in | stv. Landesjugendfeuerwehrwart/-in | Landesjugendfeuerwehrwart/-in |
| Jugendfeuerwehrwart     | Gemeindejugendfeuerwehrwart     | Kreisjugendfeuerwehrwart/-in | stv. Landesjugendfeuerwehrwart     | Landesjugendfeuerwehrwart     |
| Jugendfeuerwehrwartin   | Gemeindejugendfeuerwehrwartin   | Stadtjugendfeuerwehrwart/-in | stv. Landesjugendfeuerwehrwartin   | Landesjugendfeuerwehrwartin   |

### Feuerwehrmusik
| Feuerwehrmusiker/-in | Stabführer/-in | Kreisstabführer/-in | Bezirkstabführer/-in | stv. Landesstabführer/-in | Landesstabführer/-in |
| Feuerwehrmusiker     | Stabführer     | Kreisstabführer/-in | Bezirksstabführer    | stv. Landesstabführer     | Landesstabführer     |
| Feuerwehrmusikerin   | Stabführerin   | Stadtstabführer/-in | Bezirksstabführerin  | stv. Landesstabführerin   | Landesstabführerin   |

### Landesfeuerwehrverband
| Vorstandsmitglieder Kreis/Stadt                           | stv. Vorsitzende Kreis/Stadt                           | Vorsitzende Kreis/Stadt                           | Vorstandsmitglieder Land                          | stv. Vorsitzende/-r Land                       | Vorsitzende/-r                             |
| Vorstandsmitglieder der Kreis- und Stadtfeuerwehrverbände | stv. Vorsitzende der Kreis- und Stadtfeuerwehrverbände | Vorsitzende der Kreis- und Stadtfeuerwehrverbände | Präsidiumsmitglieder des Landesfeuerwehrverbandes | Vizepräsident/-in des Landesfeuerwehrverbandes | Präsident/-in des Landesfeuerwehrverbandes |